# Trams in Zeeland
Van 1881 tot 1953 reden er trams in de Nederlandse provincie Zeeland.

## Schouwen Duiveland
Op het eiland Schouwen Duiveland was van 1900 tot 1953 de Rotterdamsche Tramweg Maatschappij actief die de tramlijn Zijpe - Burgh exploiteerde, eerst met stoomtractie, later ook met motortractie. Na de watersnood van 1953 werd de lijn niet meer in gebruik genomen en opgebroken. Na 1953 reed er een busdienst.

## Sint Philipsland
Op het eiland Sint Philipsland was van 1900 tot 1953 de Rotterdamsche Tramweg Maatschappij actief die de tramlijn Anna Jacobapolder - Steenbergen exploiteerde. Na de watersnoodramp in 1953 werd de lijn niet meer in gebruik genomen en opgebroken. Na 1953 reed er een busdienst.

## Tholen
Op het eiland Tholen was van 1928 tot 1934 de Stoomtramweg-Maatschappij Antwerpen - Bergen op Zoom - Tholen actief die de tramlijn naar Tholen exploiteerde. Van 1882 tot 1928 eindigde de tramlijn aan oostelijke oever van de Eendracht, waar een veerboot de verbinding met de stad verzorgde. Na de bouw van de eerste brug naar Tholen kon de tram doorrijden tot in de stad Tholen. In 1934 werd de tram door een busdienst vervangen.

## Zuid-Beveland
Op het eiland Zuid-Beveland waren tussen 1913 tot 1947 twee trambedrijven actief. De Stoomtramweg Hansweert - Vlake verzorgde tussen 1913 en 1933 de verbinding van de Halte Vlake aan de spoorlijn Roosendaal - Vlissingen naar de veerhaven van de Veerdienst Hansweert-Walsoorden. In 1933 werd de tram vervangen door een busdienst.

De Spoorweg-Maatschappij Zuid-Beveland exploiteerde vanaf 1927 drie tramlijnen met motortractie van Goes naar Hoedekenskerke, Wemeldinge en Wolphaartsdijkse Veer. De beide laatste lijnen werden in 1942 gesloten en opgebroken. De lijn naar Hoedekenskerke werd door de NS na 1947 nog gebruikt als goederenlijn, bestaat nog gedeeltelijk, en wordt sinds 1972 gebruikt als museumlijn door de Stoomtrein Goes - Borsele.

## Noord-Beveland
Op het eiland Noord-Beveland hebben nooit trams gereden.

## Walcheren
Op het eiland Walcheren waren tussen 1881 tot 1944 twee trambedrijven actief. De Tramlijn Vlissingen - Middelburg (Tramways à vapeur Flessingue - Middelbourg et extensions), exploiteerde vanaf 1881 een stoomtram. De lijn werd in 1910 geëlektrificeerd en bleef als elektrische tram in dienst tot de inundatie van Walcheren in oktober 1944. Wegens oorlogsschade is lijn na de oorlog niet meer in gebruik genomen en opgebroken.

De Stoomtram Walcheren exploiteerde tussen 1906 en 1937 de tramlijn Middelburg – Koudekerke – Domburg en de zijlijn Vlissingen – Koudekerke. Per 1 januari 1938 werd de tram door een busdienst vervangen.

## Zeeuws-Vlaanderen
In Zeeuws-Vlaanderen waren tussen 1887 tot 1949 vier trambedrijven actief. De Stoomtram-Maatschappij Breskens - Maldeghem exploiteerde tussen 1887 en 1948 tramlijnen in het meest westelijke deel van Zeeuws-Vlaanderen, met aansluitingen op de Belgische trams van de NMVB in West-Vlaanderen.

De IJzendijksche Stoomtramweg Maatschappij exploiteerde tussen 1891 en 1911 de tramlijn Schoondijke - Veldzicht. In 1911 werd de exploitatie overgenomen door de ZVTM. De Stoomtram Hulst - Walsoorden exploiteerde van 1902 tot 1918 een tramlijn tussen Hulst en de veerhaven van de veerdienst naar Zuid-Beveland. Daarna werd het een dochtermaatschappij van de ZVTM.

De Zeeuwsch-Vlaamsche Tramweg-Maatschappij (ZVTM) exploiteerde van 1911 tot 1949 tramlijnen met stoomtractie en later motortractie in het midden en het oosten van Zeeuws-Vlaanderen. Naast de overname van de twee voornoemde trammaatschappijen opende de ZVTM tussen 1914 en 1928 ook een reeks nieuwe tramlijnen waardoor er een groot netwerk ontstond. Dit was vooral van belang voor het goederenvervoer (met name suikerbieten). Na de bietenoogst in 1949 werd het trambedrijf opgeheven en bestond verder als busbedrijf tot 1978.